# Oskar Schade
Oskar Schade, född 25 mars 1826 i Erfurt, död 30 december 1906 i Königsberg, var en tysk språkforskare.
Schade blev 1863 professor i germanistik vid universitetet i Königsberg. Han var kraftigt och framgångsrikt verksam på många av den tyska filologins områden: sagoforskning, folkloristik, grammatik, lexikografi och litteraturhistoria.